# Disney+
Disney+ (gesprochen Disney Plus) ist ein Over-the-top-Onlinevideothek- und Abrufvideodienst des US-amerikanischen Unternehmens The Walt Disney Company. Mit 162,2 Millionen Abonnenten im vierten Quartal 2022 konnte sich der Dienst seit dem Start im November 2019 auf Platz 3 der weltweit größten Streaminganbieter hinter Netflix und Prime Video platzieren.

Von 2019 bis 2024 verwendetes Logo

## Geschichte
Am 12. September 2019, zwei Monate vor dem offiziellen Start, begann der Betatest in den Niederlanden, in denen die Benutzer die App des Streamingdienstes kostenlos herunterladen konnten. Dabei stellte sich heraus, dass neben den zuvor bereits bestätigten Inhalten diverse Kurzfilme aus dem Disney-Archiv, Marvel-Trickserien aus den 1970er- bis 1990er-Jahren sowie Bonusmaterial zu vielen Filmen Teil des Angebots sein werden. Jeder Benutzer erhielt pro Abonnement bis zu sieben Zugänge, von denen ein Benutzer mit maximal vier gleichzeitig streamen konnte. Zudem war das Herunterladen von Medien in drei Qualitätsstufen möglich, wobei bis zu 51 Stunden Bildmaterial auf der untersten Stufe möglich war. Am 12. November 2019 wurde die Betaversion in den Niederlanden offline genommen und die kostenpflichtige Version wie auch in den Vereinigten Staaten und in Kanada veröffentlicht.
In mehreren europäischen Staaten, darunter Deutschland, Österreich, Spanien, Italien, das Vereinigte Königreich und die Schweiz, ist der Dienst seit dem 24. März 2020 verfügbar. In Deutschland startete der Dienst im Zuge der durch die COVID-19-Pandemie zu erwartenden hohen Auslastung des Internets mit einer reduzierten Bitrate. In Frankreich wurde der Start des Dienstes aufgrund der COVID-19-Pandemie zur Schonung des Internetflusses auf den 7. April 2020 verschoben. Seit dem 15. September 2020 ist der Dienst in Portugal, Belgien, Finnland, Island, Luxemburg, Norwegen, Schweden und Dänemark verfügbar, im Laufe des Jahres 2021 wurde er in Asien (Singapur, Malaysia, Thailand, Südkorea, Taiwan und Hongkong) gestartet und ist seit dem 17. November 2021 in Lateinamerika verfügbar. Am 18. Mai 2022 ist Disney+ in Südafrika, am 8. Juni in der MENA-Region, am 14. Juni im restlichen Europa und am 16. Juni in Israel gestartet.
Im August 2020 gab Bob Chapek bekannt, dass Disney+ weltweit mehr als 60 Millionen Abonnenten hat.
Am 10. Dezember des gleichen Jahres kündigte Disney bei seinem jährlichen Investor Day (deutsch Investortag) an, dass Disney+ weltweit mittlerweile über 85 Millionen Abonnenten hat. Ebenso wurde Star für Disney+ angekündigt, welches als Erweiterung etwa nicht-kindergerechte Filme und Serien (Originals sowie alte), sowie amerikanische Hulu Originals außerhalb der Vereinigten Staaten vertreiben wird. In Lateinamerika startete Star unter dem Namen Star+ als separater Streamingdienst. Die ersten Länder erhielten die Erweiterung am 23. Februar 2021. Dazu wurde die Möglichkeit die Titel nach Altersempfehlung zu filtern, hinzugefügt.

## Beschreibung
Gestartet wurde der Dienst im Euro-Raum mit Kosten für ein Abonnement für 6,99 Euro monatlich oder ein Jahresabonnement für 69,99 Euro. Am 23. Februar 2021 wurde mit der Einführung von Star der monatliche Preis auf 8,99 Euro (Jahresabonnement 89,99 Euro) erhöht danach auf 119,90  und 139,90 Euro ist der aktuelle Preis. Das Disney-Plus-Konto kann auf bis zu vier Geräten gleichzeitig genutzt werden und es ist möglich, maximal sieben Profile zu erstellen. Seit dem 1. November 2023 existieren bei Disney+ zwei werbefreie Abonnementmodelle. Neukunden, die ab diesem Zeitpunkt Inhalte in 4K-Auflösung sehen möchten, bezahlen monatlich 11,99 und 2025 13,99 Euro statt bisher 8,99 Euro. Bestandskunden können zu den alten Konditionen Inhalte in 4K schauen. Ähnlich wie beim Anbieter Netflix werden die Pakete sich, neben den Preisen, in der Streamingqualität und der Anzahl der gleichzeitigen Streams unterscheiden.
Der Programmschwerpunkt liegt auf Produktionen der Walt Disney Motion Pictures Group. Zudem werden ausgewählte Dokumentarfilme von National Geographic angeboten. Das Gesamtangebot umfasst über 1000 Filme und Serien.

## Nutzerzahlen
Im Februar 2021 gab Disney im Rahmen seiner Quartalszahlen bekannt, dass Disney+ 94,9 Millionen Abonnenten hat. Im darauffolgenden März überschritt Disney+ die Grenze von 100 Millionen Kunden und hat mit Stand vom 10. November 2021 118,1 Millionen Abonnenten. Zum vierten Geschäftsquartal 2022 hatte Disney+ 164,2 Millionen Abonnenten. Im ersten Quartal 2025 hatte Disney+ weltweit 124,6 Millionen Abonnenten.

## Geräteunterstützung
Disney+ ist auf den meisten Webbrowsern, Smartphones, Tablets, Smart-TVs, Spielkonsolen und anderen Streaminggeräten verfügbar, darunter MacOS, Windows PC, Chrome-Betriebssystem, Amazon Fire Tablet, Android-Telefone und -Tablets, iPhone und iPad, PS4, PS5, Xbox One, Xbox Series X, Xbox Series S, Amazon Fire TV, Android-TV-Endgeräte, Apple TV, Chromecast, LG-Fernseher, Samsung-Fernseher, MagentaTV Stick, Telekom Media Receiver (ab Ende März 2021) und ab April 2021 auf der Sky Q Box.

## Rezeption
Der Start des Streamingdienstes wurde auf Moviepilot kritisch beurteilt: Disney+ läute „das Ende paradiesischer Verhältnisse“ auf dem Streamingmarkt ein. Mit Anbietern wie Netflix war es möglich geworden, durch ein Abonnement eine Vielzahl an Inhalten unterschiedlicher Anbieter zu erhalten. Disney+ setzt jedoch auf Exklusivität und Ausschluss, was die Bedingungen für Konsumenten verschlechtere. Diese müssten nun mehrere Abonnements abschließen, verzichten, oder würden in die Illegalität getrieben. Dietmar Dath kritisiert in der Frankfurter Allgemeinen Zeitung die zunehmende globale Marktmacht des Disney-Konzerns: „Mit dem Streaminganbieter ‚Disney+‘ will er seine Integration von Produktion, Vertrieb und Verwertung ins nie Dagewesene vorantreiben.“ Nicolas Freund meint in der Süddeutschen Zeitung, dass durch den Start von Disney+ „das Streaming noch komplizierter“ wird. Zwar wird durch das zunehmende Streamingangebot immer mehr Filmmaterial produziert und verfügbar, allerdings resultiert daraus zugleich, dass immer mehr Angebote für eine Person relevant werden. Dies führt zur Unübersichtlichkeit, da ständig das Abo zu „wechseln nervt und einfach alles abonnieren“ aufgrund des Preises „für die meisten Zuschauer auch keine Option“ ist. Indem Disney vor allem alte Inhalte auf Disney+ zur Verfügung stellt, erkennt Freund, dass es sowohl Vorteile für Konsumenten als auch für den Anbieter entstehen: Während der Zuschauer „das DVD-Regal“ nicht mehr benötigt, kann Disney mit konstanten Einnahmen rechnen.

## Star

Logo von Star

Bei Star handelt es sich um einen Kanal innerhalb des Abrufvideodienstes Disney+ der Walt Disney Company, der sich an eine jugendliche und erwachsene Zielgruppe richtet. Der durch eine Kindersicherung geschützte Bereich bietet unter anderem eine Auswahl an Produktionen der Disney-Marken Disney Television Studios, ABC Signature, 20th Television, FX, Freeform, Searchlight, Touchstone Pictures, Hollywood Pictures, 20th Century, ESPN und Hulu. Etwa 60 Prozent der Hulu-Inhalte laufen auf Disney+. Hinzu kommen Star Originals, die ihre Premiere direkt auf Star haben. Im deutschsprachigen Raum wurde Star am 23. Februar 2021 eingeführt.